# Citadelle de Belle-Île-en-Mer
La citadelle de Palais, située à Belle-Île-en-Mer, domine la commune du Palais.
C'est un fort dominant un havre qui est attesté très anciennement sous le nom de Balaë ou Pallaé, d'origine obscure, qui a donné son nom à la commune de Palais (et non du Palais, en raison de cette étymologie). L'ancien bourg avec l'église se trouvaient sur ce versant jusqu'à ce que Vauban le fasse déplacer de l'autre côté pour constituer un glacis.
Ce fort a défendu l’île contre les pirates, les Espagnols et surtout les Anglais en 1683. Il a été agrandi par les ducs de Gondi de Retz qui en ont fait une citadelle, amélioré par le surintendant Fouquet. Sa double enceinte, ses puissants bastions d'angle, ses dehors portent la marque de Vauban, qui y séjourne en 1683, 1687 et 1689. Assiégée à la fin de la guerre de Sept Ans, la citadelle tomba en 1761 entre les mains des Anglais qui occupèrent toute l'île jusqu'au traité de Paris de 1763.
Il a aussi servi de prison aux douze complices de la Voisin, compromise dans l'affaire des poisons, ainsi que du fils de l'homme politique haïtien Placide Toussaint-Louverture. Abandonné par l'armée, il a été vendu par les Domaines en 1960 et entièrement restauré par deux particuliers, Monsieur et Madame André Larquetoux.

## Histoire

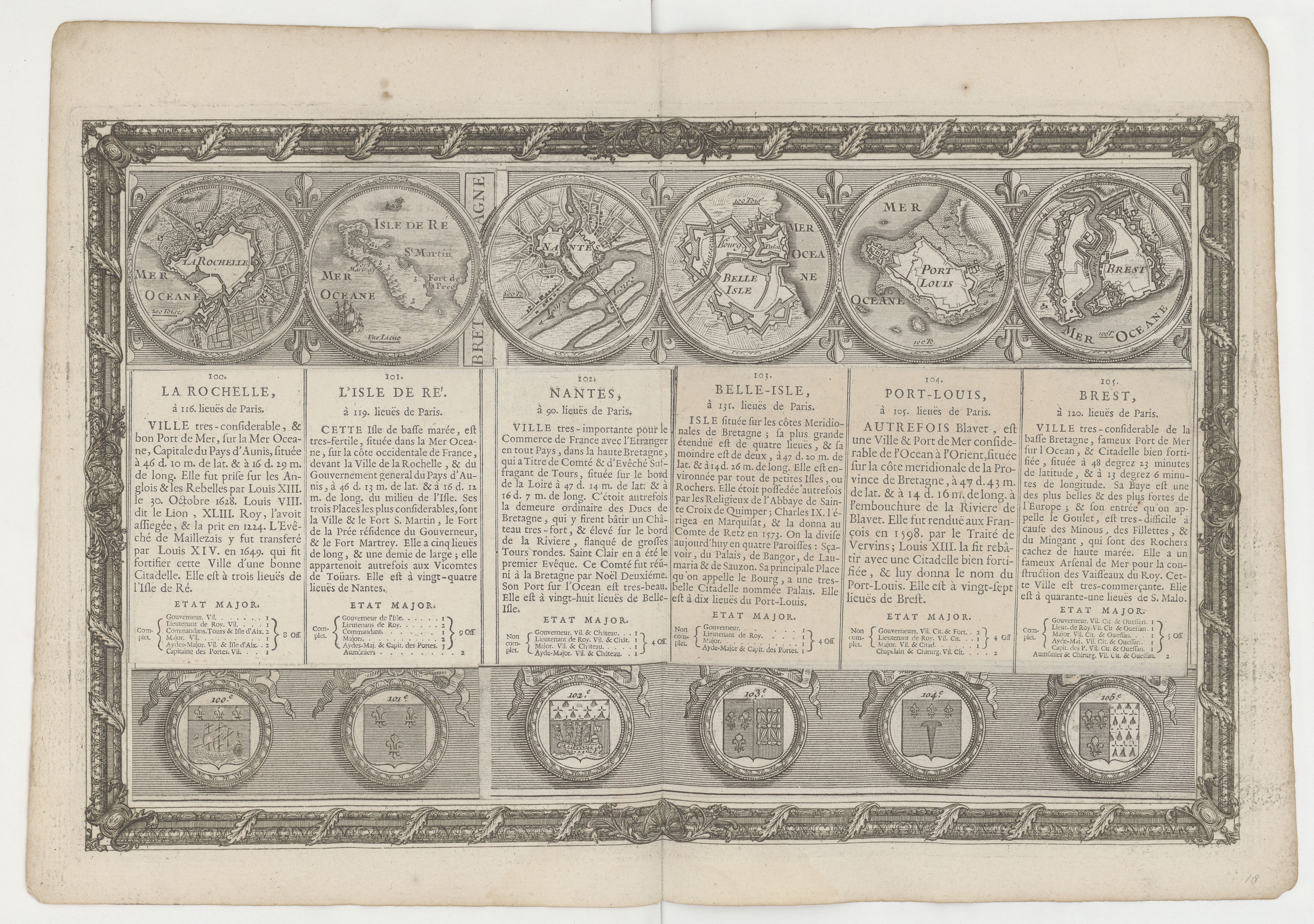
Belle-Isle dans lAtlas topographique de Pierre Lemau de La Jaisse en 1749.

Les premières fortifications attestées à Palais datent du XIVe siècle alors que Belle-Île appartenait, depuis 1029 à l'abbaye Sainte-Croix de Quimperlé ; au milieu du XVIe siècle, François de Rohan-Gié, lieutenant général de Bretagne pour le Roi) y construisit un fort carré bastionné. Après avoir racheté l'île, Albert de Gondi (1522-1602), duc de Retz, le fit reconstruire, à partir de 1549 sur l'ordre du roi Henri II, en utilisant les pierres de grès de la démolition du château de l'Hermine à Vannes.
Nicolas Fouquet n'y vint jamais, mais il y fit entreprendre par Daigremont des travaux, notamment un logis de plaisance à Roserières dont il ne reste qu'un pavillon en ruine connu depuis sous le nom de château Fouquet.
Vauban, en 1683, trouve les travaux presque finis, mais la disposition des lieux pleine de défauts, et conçoit un projet composé d’une puissante enceinte de ville de six bastions, s’appuyant sur une citadelle qui, seule, sera réalisée. Ce manque de protection lui sera fatal. Au cours de la guerre de Sept Ans, le roi George II se saisit de Belle-Île. Napoléon dote la ville de Palais d’une enceinte, achevée seulement soixante ans plus tard, sous Napoléon III. Le XIXe siècle complète les fortifications que l’artillerie rayée et l’obus torpille rendent rapidement inopérantes. Abandonnée après la guerre de 1914, déclassée du domaine public militaire en 1954, les Domaines décident de s’en défaire. Ainsi, le 12 août 1960, l’auguste citadelle, inscrite sur l’Inventaire supplémentaire des monuments historiques* par décret du 1er mai 1933, est vendue à la bougie pour la somme de 41 923,48 euros à André et Anna Larquetoux venant pour la première fois en Bretagne[réf. nécessaire].
C’est aussi depuis Belle-Île-en-Mer que le Commissaire général des fortifications sous Louis XIV, le célèbre maréchal de France Vauban avait écrit le 17 juillet 1685, au marquis de Louvois, ministre du Roi, qui était aussi, depuis 1683, le « surintendant des bâtiments, arts et manufactures » une lettre pour lui faire part de ses craintes sur les prix anormalement bas pratiqués par les entreprises. Le ministre répondit à Vauban en date du 6 août 1685,.
La citadelle s’est construite en cinq étapes :
1. Fortin des Rohan (vers 1550),
2. Le fort des Gondi (1640)
3. La forteresse de Fouquet (1660)
4. Place forte de Vauban (1685)
5. Bâtiment du Musée au XIXe siècle

La citadelle est définitivement déclassée du domaine militaire le 1er mai 1933. Elle a depuis fait l'objet d'un classement au titre des Monuments Historiques le 22 juin 2007, précédée par une inscription au titre des Monuments Historiques pour le mur de Haute-Boulogne par arrêté du 9 mars 1994.
Ces fortifications n’ont toutefois pas été inscrites sur la liste du patrimoine mondial de l’UNESCO en même temps que le Réseau des sites majeurs de Vauban. Mais l’ensemble des acteurs de la protection en France ont exprimé le souhait que la citadelle de Belle-Île-en-Mer puisse y être ajoutée.
Pendant la Seconde Guerre mondiale, la citadelle Vauban de Belle île en Mer a servi à détenir les soldats allemands faits prisonniers.

## Description

### La citadelle
La citadelle est située à la droite de l’entrée du port, en face de la commune de Palais. Elle forme un grand carré irrégulier auquel ont été rajoutés régulièrement des bastions qui lui ont donné la forme d'une étoile. Elle est construite en granit.
Sous la Deuxième République, un décret daté des 23 et 30 juillet 1850 affecta la citadelle de Belle-Île-en-Mer aux condamnés à la peine de détention et aux individus condamnés à la déportation pour crimes commis antérieurement à la promulgation de la loi du 8 juin 1850. L'ouvrier Albert y a été détenu.
Elle fut une prison pour les officiers allemands pendant la Première Guerre mondiale, avant d'être occupée par les troupes allemandes pendant la Seconde Guerre mondiale qui utiliseront les mêmes cellules pour y détenir des prisonniers anglais, français, et même bellilois ; il subsiste encore les preuves de leur emprisonnement mais elles s'effacent malheureusement au fil des années.
Elle regroupe aujourd’hui des vestiges de son histoire mouvementée dans des bâtiments du style Louis XIII.

### Les établissements militaires
La citadelle comprend des bâtiments militaires pouvant loger 2 000 hommes, un arsenal, deux citernes, une fontaine, un puits souterrain, deux magasins à poudre et des abris voûtés capables de loger la garnison et la plupart des approvisionnements. Celle-ci peut suffire pour 1 500 hommes, mais peut être portée jusqu’à 3 000.

### L’arsenal
L’arsenal, qui a été construit en 1780 en granit et en chêne, était destiné à recevoir le matériel d’armement de toute l’île. Il est devenu un vaste monument de trois niveaux de cinq cents mètres cubes et se prête aux expositions.

## L’éboulement de la citadelle
Dans la nuit du 24 au 25 mars 1873, un mur d’escarpe, près du pont de la citadelle, s’écroule sur une longueur de 47 mètres. Ce mur avait été construit par Nicolas Fouquet lorsqu’il fit refaire les fortifications.

### Les causes de l’éboulement
Les causes de l’éboulement sont dues à des lézardes qui apparurent quelques années plus tôt et du rocher qui semblait s’écraser sous le poids du mur.

### Demandes et estimations
Le commandant du génie prévoyait un accident et demanda d’éloigner les bateaux amarrés près du chemin de halage. Une sentinelle y resta aussi la nuit et surveilla l’entrée du chemin. Il demanda aussi qu’un crédit de dix mille francs soit accordé pour enlever les décombres et les transporter au glacis à l’ouest de la citadelle. Il estima qu’une autre somme serait nécessaire pour pouvoir remettre les fortifications dans leur ancien état. Mais il pensa que l’on pourrait se contenter d’une organisation moins coûteuse et rédigea donc un projet dès qu’il sut l’état exact des lieux.

## Visite et séjours
La citadelle est ouverte à la visite et comprend un musée sur l'histoire de Belle-Île, avec une belle collection de cartes anciennes de la Bretagne, ainsi qu'un hôtel et un restaurant.

## Restauration

### Propriétaires successifs
- 2024 : Promesse d'achat par le groupe Accor (13 millions d'euros)[11] à la suite de la condamnation du propriétaire pour corruption[12].
- 2020 : Vente à Keys Asset Manadement (20 millions d'euros) qui la confie au groupe hôtelier Paris Society, le site ferme pour travaux à l'automne 2021[13].
- 2001 : Vente au Groupe Savry "Les Hôtels Particuliers", ouverture d'un hôtel et maintien du musée[14].
- 1960 : Mise aux enchères par l’administration des Domaines, la citadelle est adjugée à André et Anna Larquetoux qui y habitent, la restaurent complètement et créent un musée.
- 1940 - 1945 : Occupation par les Allemands.
- 1933 : Déclassement militaire
- 1789 : État
- 1718 : Domaine royal (contrat d'échange entre Marie-Madeleine de Castille, veuve de Fouquet et la couronne de France)[15]
- 1661 : État (Louis XIV, Intervention de Vauban en 1674).
- 11 juin 1761 - 11 avril 1763: Occupation par les Britanniques.
- 1658-1661 : Fouquet, surintendant des finances achète l'île au cardinal de Retz, petit-fils d'Albert de Gondi.
- 1573 : Albert de Gondi, duc de Retz, se fait offrir l'île par le roi de France après en avoir chassé les Anglais.
- 1549 : François de Rohan (1510-1559)
- Abbé de Sainte-Croix de Quimperlé
- Abbé de Saint-Sauveur de Redon

### Les époux Larquetoux
Un propriétaire passionné. André Larquetoux, corrézien, né à Bugeat en 1908, orphelin de père très tôt, est parti seul dans la vie. Après son certificat d’études, puis un brevet élémentaire obtenu au collège d’Ussel, il suit des cours par correspondance, entre à l’Institut polytechnique de l'Ouest à Nantes, puis décroche un diplôme d’ingénieur. Passionné par la construction, très vite, il crée des techniques nouvelles, appliquées dans la construction portuaire dans le monde entier. Lorsqu’il rencontre Anna, italienne, fille de maçon, ils partagent tous deux l’amour des vieilles pierres. En 1950, ils acquièrent à Paris le passage Dauphine, alors ruiné, véritable « cour des Miracles », et en font un des plus charmants endroits de la rive gauche.
La restauration.
Devenus propriétaires de dix hectares de constructions militaires, de près de six kilomètres de murailles et de nombreux bâtiments dont certains déjà sur le chemin de la ruine, les époux Larquetoux ne se rendirent pas compte tout de suite de l’ampleur de la tâche qui les attendait. Il est vrai que l’abondante végétation et les arbres anarchiquement poussés sur les bastions et dans les fossés masquaient la gravité de la situation. La citadelle d’alors se présentait un peu comme une forêt d’où émergeaient des toitures ruinées. Un travail considérable attendait les nouveaux propriétaires qui s’y attaquèrent avec un courage et une passion que trente-six ans d’efforts ne parvinrent pas à entamer, pour aboutir aujourd’hui à une restauration et une réhabilitation exemplaires. Mais cette œuvre de longue haleine, pas encore achevée, devait passer par plusieurs phases difficiles. 
Il s’est d'abord agi de longs travaux de sauvegarde, de mise hors d’eau, d’élimination des constructions parasites, de débroussaillage, d’évacuation des milliers de mètres cubes de terres ajoutées masquant les structures des XVIIe et XVIIIe siècles. Phase complétée par la création de galeries techniques souterraines (canalisations, câbles, etc.). Alors, pouvait commencer un très important programme de restauration et de réhabilitation de la citadelle. 
Sur les conseils d’historiens, la citadelle fit l’objet de recherches scientifiques : aux archives du Génie à Vincennes pour les XVIIe et XVIIIe siècles, à celles de la Marine à Lorient pour le XIXe siècle, à la British Library à Londres pour l’occupation anglaise. Les travaux de restauration furent confiés à Philippe Prost, architecte du patrimoine, en concertation avec les Affaires culturelles (ABF, ACMH, CRMH, DRAC). 
La restauration comprend d’abord les bâtiments : arsenal, magasins à poudre, casernes, logis du gouverneur, des officiers, casemates, postes de garde, portes monumentales, etc. Puis, les 5,5 km de murailles, leurs escaliers, poternes et souterrains. La réhabilitation concerne tous les espaces : plantation d’arbres, rétablissement des talus gazonnés, fonte et mise en place de pièces d’artillerie, mise en valeur des points d’eau (cinq fontaines, trois puits, deux citernes, une pièce d’eau), rétablissement des structures avancées, des dehors, mise en place des guérites en pierre disparues, remise en état des 2 km de fossés.
Les musées.

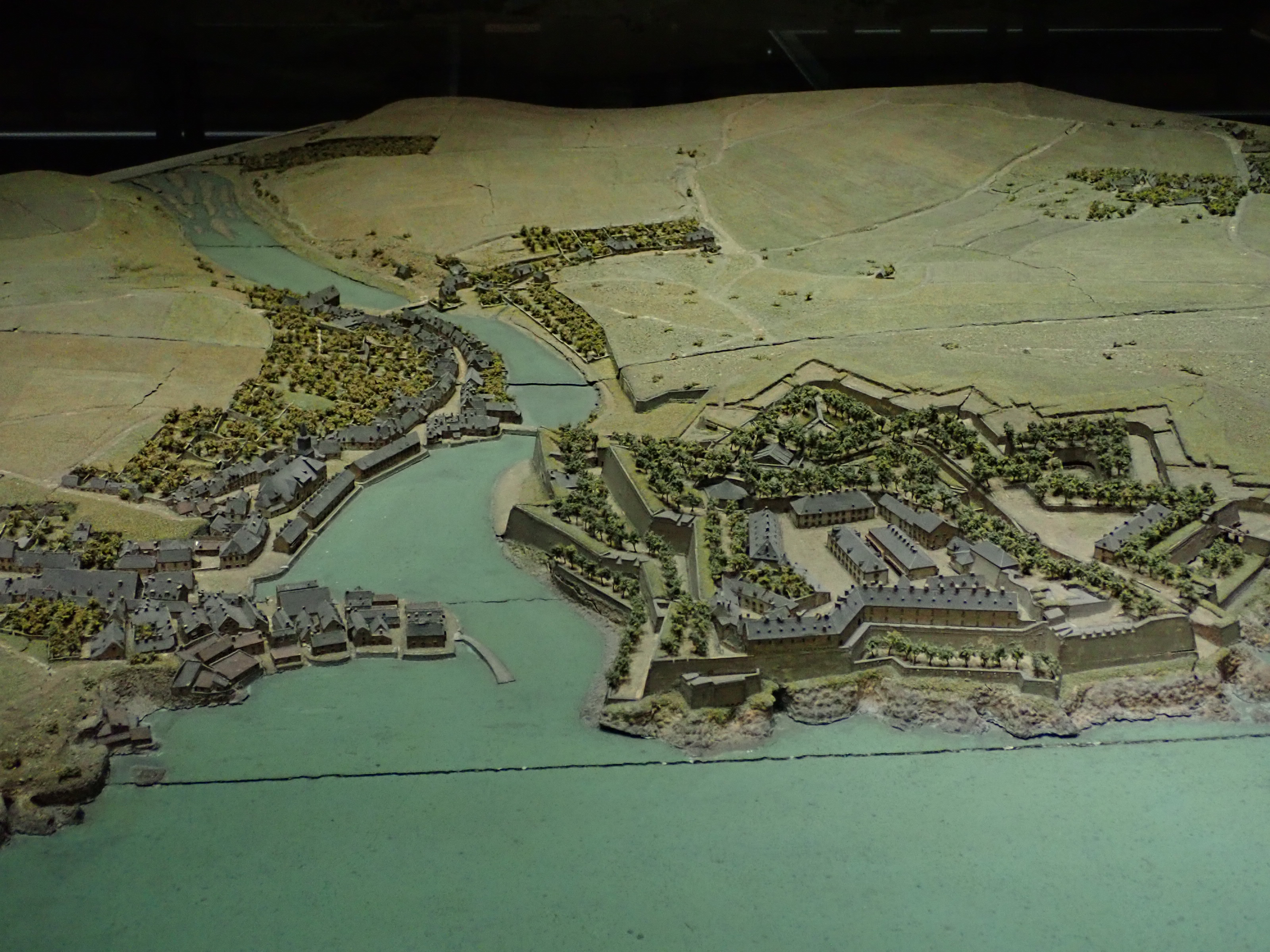
Plan-Relief de Belle-Île-en-Mer au 1/600e, 1704, Paris, musée des Plans-reliefs.

Dès l’acquisition de la citadelle, M. et Mme Larquetoux comprirent que ce monument, symbole de toute l’histoire de Belle-Île, se devait de rester largement ouvert au public. Anna Larquetoux créa un musée en rassemblant tous les souvenirs, documents, objets racontant l’histoire de Belle-Île. Ils firent réaliser une copie du Plan-relief de la citadelle de Belle-Isle de 1704 qui se trouvait à l'Hôtel des Invalides et commandèrent en 1992 au peintre québécois Claude Picard quatre tableaux sur l'histoire de l'arrivée des Acadiens à Belle-Île. Celui-ci complètera en 2005 cette évocation historique par les six feesques murales Les Grandes heures du peuple acadien pour le musée acadien de l'Île-du-Prince-Édouard.
Aujourd’hui, ce musée trop étroit possède d’importantes réserves de collections qui seront exposées dans un nouveau musée beaucoup plus vaste dans la caserne du « Grand-Quartier ». Il sera accompagné de trois autres : celui du « Plan-relief » retraçant l’histoire de la fortification et de la construction de la citadelle, un autre, dans l’arsenal, consacré à une collection de 350 000 figurines militaires mise en place sous forme de plans de batailles et de dioramas historiques, le troisième enfin, consacré à l’histoire des Acadiens de Belle-Île, comprendra principalement une grande galerie généalogique. En marge de ces musées, des espaces d’étude, de stages, d’ateliers, une bibliothèque, une salle de projection, permettront d’animer et de faire vivre ces musées.
Le financement.
Ce très vaste programme ne pouvait être entrepris qu’à grands frais. Ainsi, les époux Larquetoux ont englouti leur fortune dans ce travail de titan : 38,87 millions d’euros. De 1960 à 1992, tous les travaux ont été financés directement par M. et Mme Larquetoux sans aucune aide ni mécénat d’aucune sorte. En 1992, le ministère chargé de la Culture décide de contribuer financièrement à la poursuite des travaux en subventionnant 20 % des dépenses de restauration, tandis que le département du Morbihan s’implique à son tour en 1994. Il s’agit là d’un exemple unique et la citadelle de Belle-Île est aujourd’hui le plus grand chantier privé de France (budget annuel 2,29 millions d’euros, utilisant vingt employés de l’entreprise créée par M. Larquetoux pour les travaux de maçonnerie, de réseaux, d’assainissement, de restauration et d’entretien, sans compter le personnel intérimaire et les sous-traitants ainsi que le personnel d’accueil (administrateur, guides, caissières). Aujourd’hui, les travaux sont avancés, mais comme chacun le sait les travaux de conservation ne doivent jamais être interrompus, et les fonds personnels ne sont pas inépuisables. Il est certain que les collectivités territoriales prendront conscience de l’intérêt national et international de cette réalisation, et encourageront la poursuite de cette œuvre. En effet, c'est un des monuments les plus importants pour l’avenir culturel et touristique de la Bretagne, puisque seuls les grands monuments riches en histoire parviendront à attirer et fixer le flux touristique indispensable à la survie économique de l’île.

## Hôtel-Musée
La citadelle est vendue en mars 2005 à Philippe Savry, patron de la société des "Hôtels particuliers", qui continuera "dans le même esprit", même si Anne Larquetoux est "déçue" que l'État n'ait jamais voulu la racheter. Le nouveau propriétaire a ouvert un restaurant l'été dernier et un "hôtel musée" de luxe doit accueillir ses premiers clients au printemps. Dans le pavillon des officiers, la trentaine de chambres est en cours d'aménagement.

## Autres ouvrages de fortifications

### Fort de Ramonette
Le Fort de Ramonet, situé sur la pointe éponyme, est inscrit au titre des Monuments historiques en octobre 2000.
(47° 20′ 33″ N, 3° 08′ 46″ O)

### Enceinte urbaine de Palais

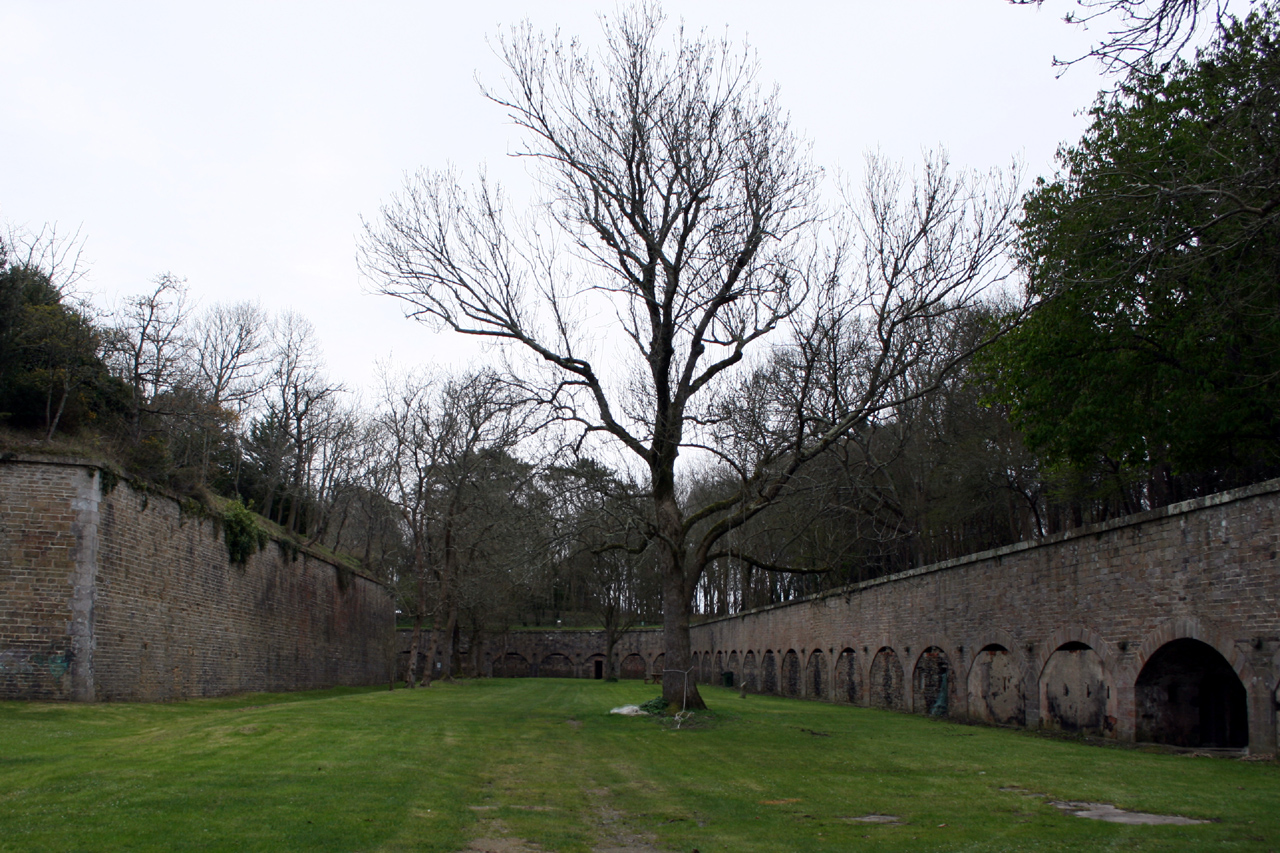
Enceinte urbaine du Palais.

L’enceinte urbaine du Palais, d’architecture néoclassique, fut achevée alors que se développait déjà l’artillerie moderne et que la mobilité des armées était préférée à la construction de places fortes : elle ne fut donc jamais éprouvée. Elle bénéficie à ce titre d’une inscription à l’inventaire supplémentaire des monuments historiques.
- Projet de travaux au XVIIe siècle

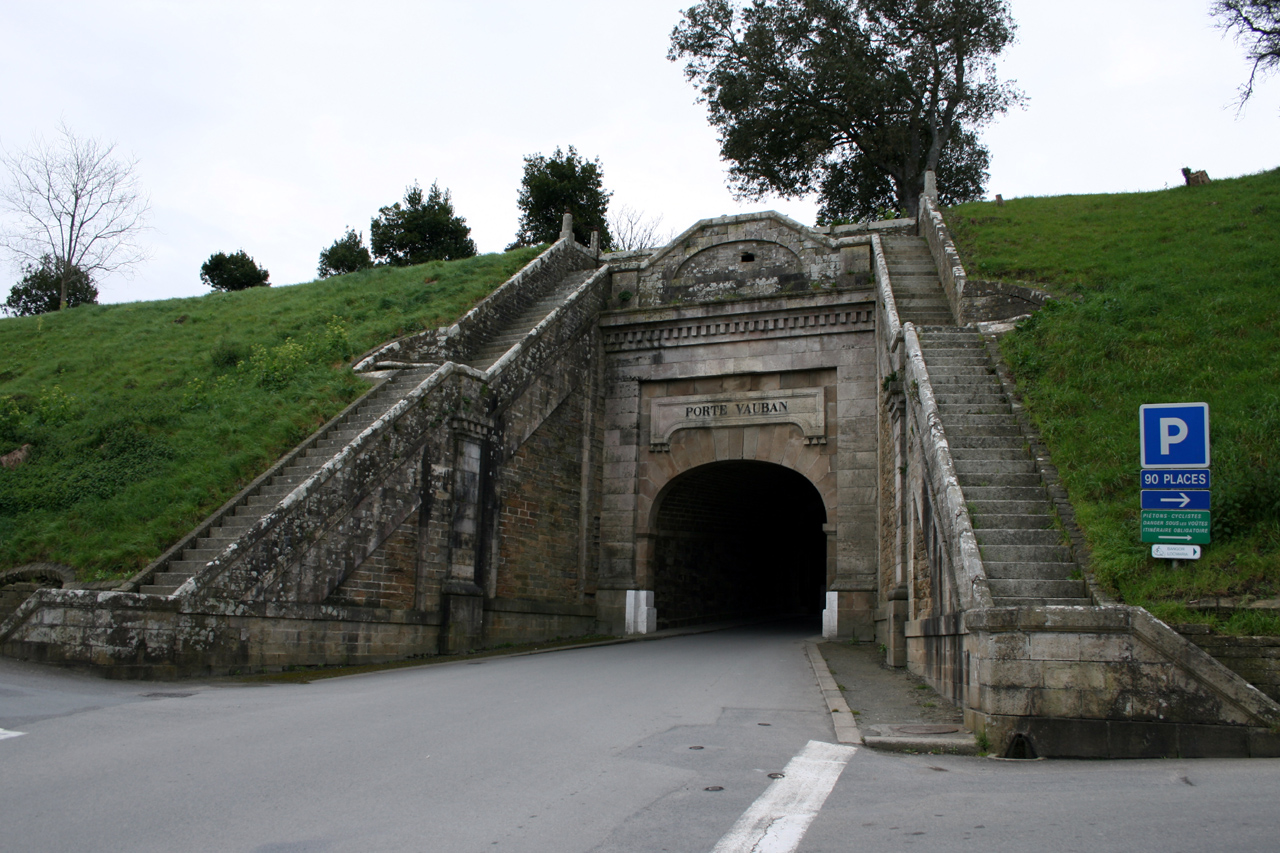
Porte Vauban

Vauban avait d’ailleurs planifié l’édification d’une enceinte fortifiée sur les hauteurs du Palais pour appuyer la citadelle. Il en avait même dessiné les contours mais faute de crédits les travaux ne purent pas être réalisés. Lors de l’invasion britannique de 1761 les Britanniques installèrent justement leurs canons à l’endroit où aurait dû être l’enceinte urbaine.
- Réalisation au XIXe siècle

L’édification de l’enceinte urbaine fut indispensable pour assurer la sécurité de Belle-Île.
Les travaux commencent en 1802 avec l’ascension de Napoléon Bonaparte mais la chute de l’Empire en 1815 suspend les travaux et de 1820 à 1861 beaucoup de projets étaient à l’étude pour achever la construction des fortifications. Finalement les travaux reprennent sous le second Empire et se terminent en 1877. Plus d’un million de francs ont été dépensés en tout pour l’enceinte du Palais.

### La Belle Fontaine
Située sur la côte au sud de Palais, elle est également appelée « Aiguade de Vauban » car elle est construite sous son autorité en 1703 et protégée par un fortin, Fort Larron. Située 2 km environ au sud de la citadelle, sur la côte entre la petite anse de Port Guen et la plage du Bordadoué, elle servait de ravitaillement des navires en eau douce. C'est un vaste réservoir vouté, au toit recouvert de terre, qui peut contenir 860 000 litres d’eau. Elle est classée monument historique en 1990.

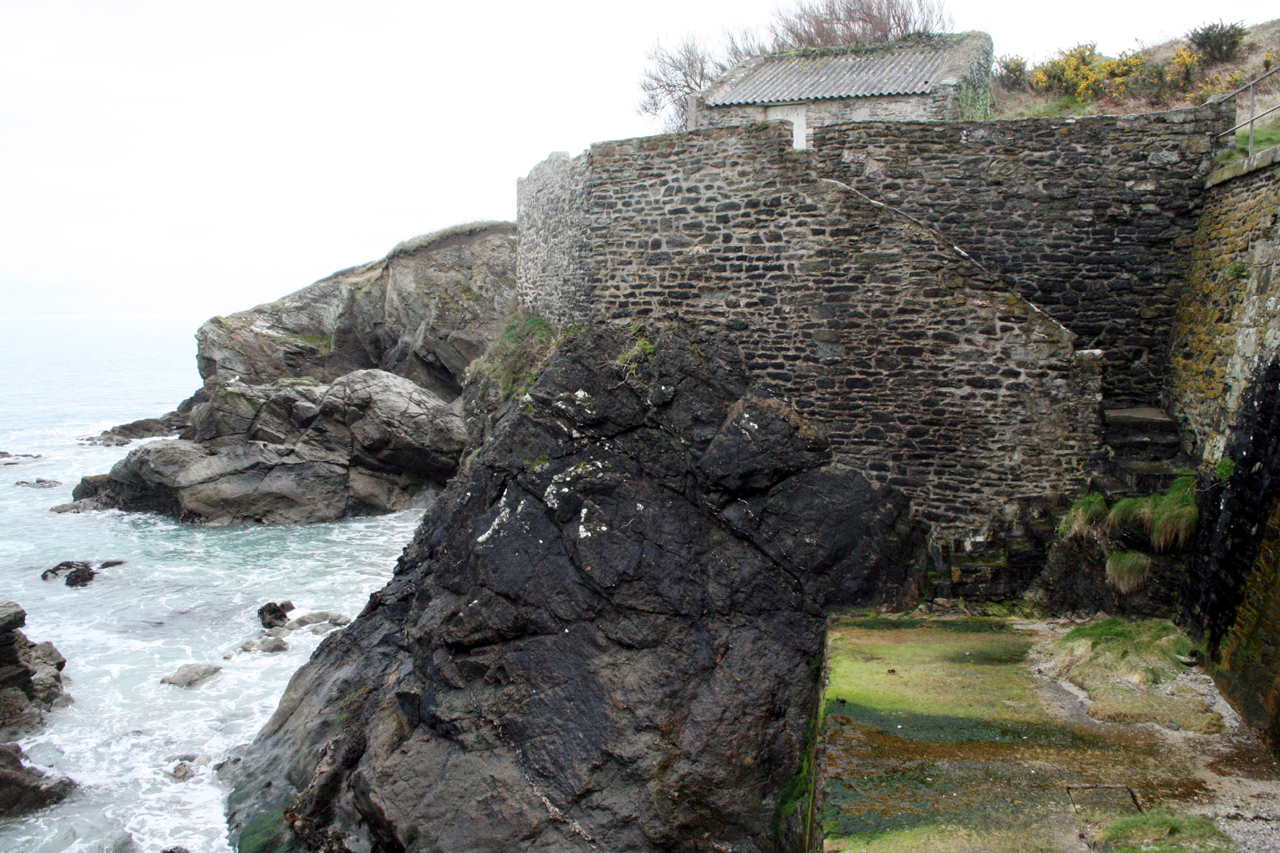
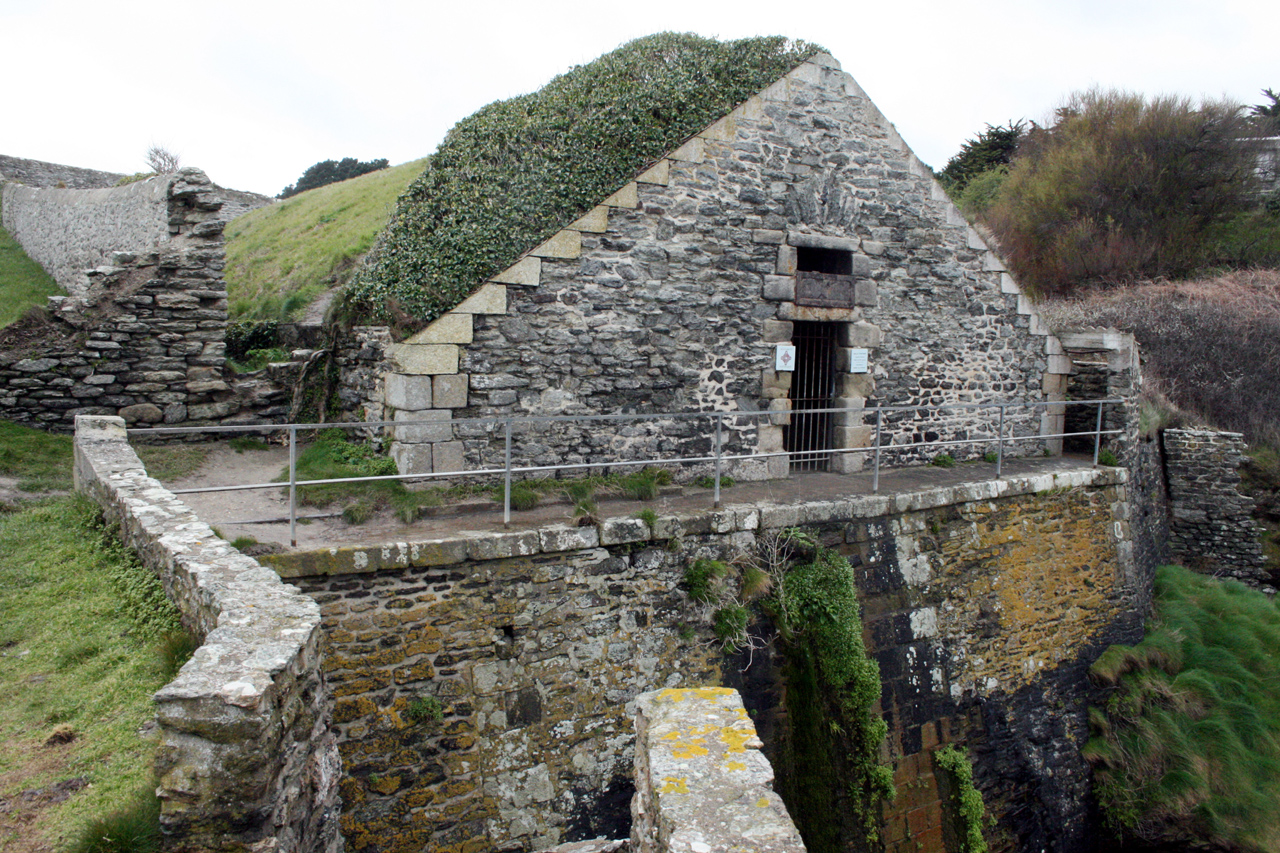
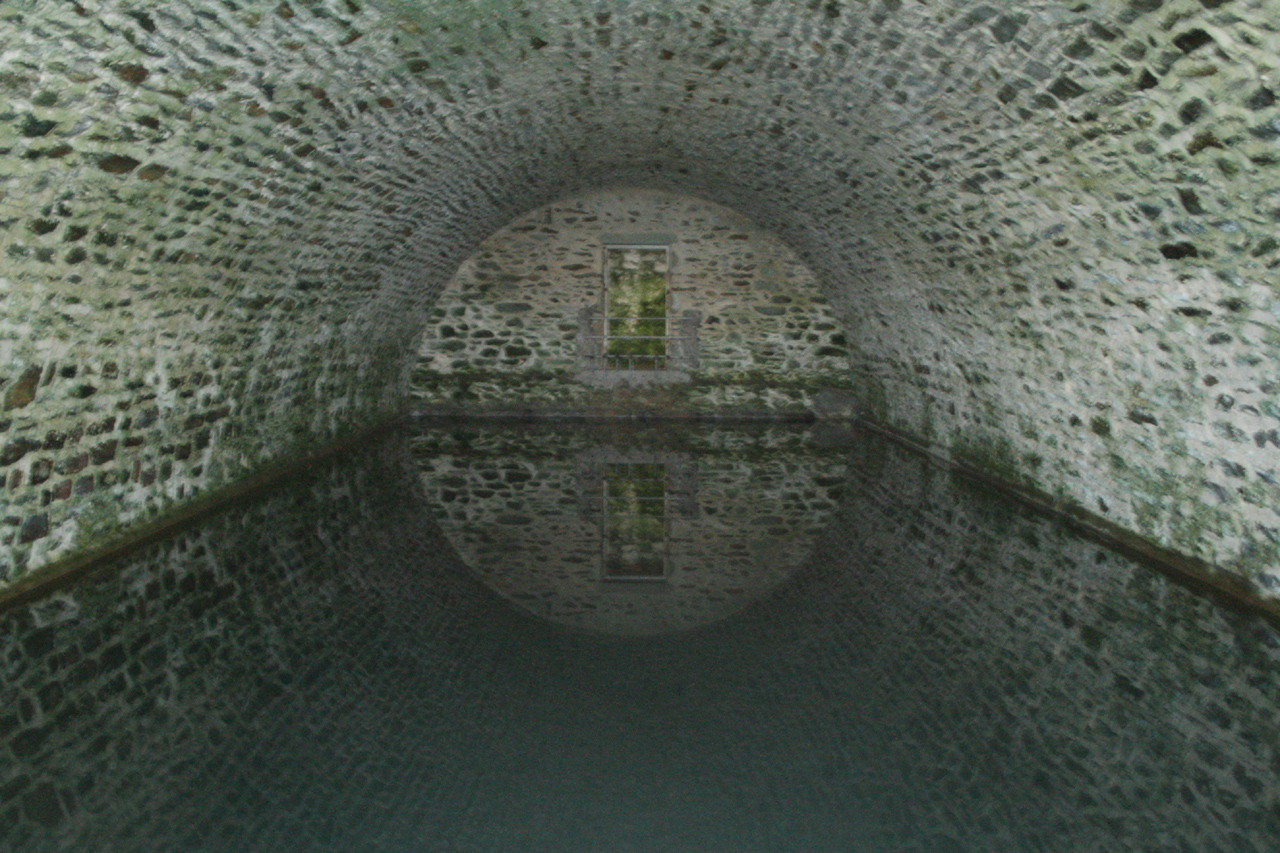

(47° 19′ 51,8″ N, 3° 08′ 33″ O)

## Demande de liberté d’accès aux fortifications pour les habitants du Palais
Au mois de juin 1910 le conseil municipal du Palais demande au chef du Génie la liberté d’accès des habitants concernant certaines parties des fortifications s’étendant à gauche et à droite du chemin vicinal entre la porte Bangor et la porte Vauban, et l’hôpital militaire. Elle est refusée car des fossés et des parapets de l’enceinte se trouvent entre ces deux portes. Il est aussi absolument nécessaire d’interdire la circulation car l’enceinte comporte des ouvrages armés, des magasins renfermant du matériel et des munitions et dont les parapets sont affermés pour la récolte des herbages.
Mais elle est acceptée quelque temps après.